# Wild Palms
Wild Palms är en amerikansk miniserie från 1993 i 5 avsnitt över 6 timmar. Den är ett science fiction-drama som handlar om hjärntvätt. Serien skrevs av Bruce Wagner. Den regisserades av Keith Gordon, Kathryn Bigelow, Peter Hewitt och Phil Joanou.